# Solo 750
Solo 750 — открытый вездеход-амфибия. Производства немецкой компании (нем. Solo Kleinmotoren GmbH) из города Зиндельфинген. В задней части двухместного пластикового кузова находится небольшая интегрированная грузовая площадка. Благодаря расположению шести ведущих колес достигается отличная способность преодолевать бездорожье. В воде движение обеспечивается грубыми шинами низкого давления, похожими на баллон, которые действуют как гребные колеса. Solo управляется за счет торможения правого или левого ряда колес.

## История создания
Презентация автомобиля Solo 750 состоялась в 1971 году. Последним годом выпуска считается 1981 год. В этом году автомобиль в последний раз появился в автомобильном каталоге.

## Описание
Solo 750 оснащен одноцилиндровым двухтактным двигателем объемом 430 кубических сантиметров и мощностью 15 кВт (20 л. с.). Он приводит в движение все колеса через бесступенчатую автоматическую клиноременную передачу. Диаметр разворота автомобиля около 3,5 метров. Максимальная скорость 48 км / ч (51 км / ч). Автомобиль имеет длину 215 см, ширину 140 см и высоту 108 см. Вес в неоснащённом состоянии 410 кг, допустимый общий вес 600 кг. Ёмкость топливного бака 24 литра

## Особенности
Во время изготовления, в Германии, Solo 750 был единственным 6×6 ATV (All-Terrain Vehicle) вездеходом, допущенным к эксплуатации на дорогах. По данным производителя, было построено 96 машин. Десять из них были экспортированы на Ближний Восток, но только восемь из них прибыли к месту назначения. Две из них исчезли за железным занавесом во время транспортировки.

## В фильмоиндустрии
Solo 750 использовался во время съёмок сериала «Животные перед камерой» («Tiere vor der Kamera» 1974—2016) режиссерами фильмов о животных Эрнстом Арендтом и Хансом Швайгером.
Транспортное средство также появилось в фильме Рудольфа Цеэтгрубера «Два хороших жука убирают» («Zwei tolle Käfer räumen auf» 1978)
Solo 750 также использовали как дистанционно управляемый исследовательский автомобиль в фильме «Звездные врата», режиссёр Роланд Эммерих, брат управляющего директора SOLO Kleinmotoren GmbH.